# 约翰·萨默斯-史密斯
约翰·萨默斯-史密斯（英語：John Somers-Smith，1887年12月15日—1916年7月1日），英国男子赛艇运动员。他曾代表英国参加1908年夏季奥林匹克运动会赛艇比赛，获得男子四人单桨无舵手金牌。